# Юуейн
Юуейн или Ивейн (на френски: Yvain ou le Chevalier au lion) е рицар на Лъва от Кръглата маса в легендата за крал Артур и син на крал Уриен и Моргана.
Историческата личност Оуен аб Уриен, на базата на която е създаден литературният герой, е крал на област в Британия през VI век.